# حمید شفیعی

حمید شفیعی (زادهٔ ۱۷ تیر ۱۳۶۰ در اصفهان) بازیکن فوتبال اهل ایران است. وی سابقهٔ حضور در تیم‌های ذوب‌آهن اصفهان٬ سپاهان اصفهان٬ استقلال تهران و ابومسلم خراسان را دارد. او مدتی نیز عضو تیم ملی امید ایران و تیم ملی ایران بوده‌است.
وی در فینال جام حذفی ۸۵-۱۳۸۴ برای تیم سپاهان در هر دو بازی رفت و برگشت مقابل پرسپولیس گلزنی کرد و در قهرمانی این تیم در این جام نقش موثری نیز ایفا کرد. 
وی هم اکنون از مربیان برجسته فوتبال ایران محسوب می شود.

## تیم ملی
شفیعی برای مسابقات مقدماتی المپیک ۲۰۰۴ آتن٬ به تیم ملی امید ایران دعوت شد.
وی در اکتبر ۲۰۰۶ توسط امیر قلعه‌نویی برای مسابقات ال‌جی کاپ که در اردن برگزار می‌شد٬ به تیم ملی بزرگسالان ایران دعوت شد. او پیش از این در سال ۲۰۰۳ توسط برانکو ایوانکوویچ به تیم ملی نیز دعوت شده بود.

## افتخارات
- جام حذفی
- قهرمانی در جام حذفی ۸۵–۱۳۸۴ به همراه تیم فوتبال سپاهان اصفهان
- قهرمانی در جام حذفی ۸۷–۱۳۸۶ به همراه تیم فوتبال استقلال تهران